# 2002 en France
Chronologie de la France
- 1998
- 1999
- 2000
- 2001
- 2002
- 2003
- 2004
- 2005
- 2006

Cette page présente les faits marquants de l'année 2002 en France.

## Chronologie

### Janvier
- 1er janvier : l'Euro devient officiel. Pas de problème technique majeur ni de dérapage apparent des prix mais, malgré une campagne officielle louangeuse, pas d'enthousiasme populaire.
- 17 janvier : loi sur la modernisation sociale.
- 22 janvier : loi autorisant l'accouchement sous X.
- Nouveau statut de la Corse.

### Février
- 17 février : dernier jour d'utilisation officielle du Franc.

### Mars
- 4 mars : loi relative aux droits des malades et à la qualité du système de santé.
- 16 mars : ouverture du Parc Walt Disney Studios à Disneyland Resort Paris.
- 26 mars : un forcené, Richard Durn, ancien trésorier des Verts, tue huit membres du conseil municipal de Nanterre avant d'être ceinturé. Il se suicide le surlendemain en se jetant de la fenêtre du commissariat.

### Avril
- 4 avril : loi prévoyant que tout enfant pourra recevoir soit le nom de sa mère, soit le nom de son père,
- 21 avril : premier tour de l'élection présidentielle française. Situation inédite. Le candidat du RPR, Jacques Chirac (5 665 855 voix, 19,88 %) et le candidat du FN Jean-Marie Le Pen (4 804 713 voix, 16,86 %) accèdent au second tour. Le candidat du PS, Lionel Jospin, est éliminé avec 16,2 %. Séisme politique ; la gauche ne comprend pas, hésite puis se rallie à J. Chirac pour le second tour. Le chef de l'Etat sortant refuse de débattre avec son adversaire de second tour; pour la première fois depuis 1965, les Français sont privés de débat entre les deux protagonistes. Les 2 semaines séparant l'entre-deux tours sont marquées par d'importantes manifestations spontanées contre le Front national.

### Mai
- 1er mai :
  - une manifestation réunit à Paris plus d'un million de personnes selon les organisateurs, tous partis et tous groupuscules confondus.
  - fin des Minikeums, émission jeunesse de France 3 diffusée pendant 9 ans.
- 5 mai : deuxième tour. Réélection de Jacques Chirac pour un deuxième mandat avec un score inhabituel pour une démocratie occidentale de 82 %. Jean-Marie Le Pen obtient 18 % des suffrages.
- 6 mai : Démission de Lionel Jospin. Jean-Pierre Raffarin est nommé Premier ministre.
- 11 mai : au cours de la finale de la coupe de France entre Bastia et Lorient, des spectateurs sifflent La Marseillaise. Le président Jacques Chirac menace alors de suspendre le match, qui se déroule pourtant dans un climat de tension.

### Juin
- 3 juin : dans la Loire-Atlantique, un adolescent de 17 ans s'inspire du film Scream pour massacrer une jeune fille de 15 ans.
- 9 juin et 16 juin : premier et second tour des élections législatives ; victoire de l'UMP, parti du président Jacques Chirac, qui obtient la majorité absolue des sièges à l’Assemblée nationale (358 députés et 62,04 % des sièges).
- 17 juin : conformément à la tradition républicaine, le Premier ministre Jean-Pierre Raffarin remet sa démission au président, qui le reconduit immédiatement dans ses fonctions.
- 19 juin : le porte-parole du syndicat agricole Confédération paysanne, José Bové, qui doit encore effectuer deux mois et dix jours de prison pour sa participation au démontage du chantier d'une sandwicherie McDonald's à Millau en 1999, se rend à la maison d'arrêt de Villeneuve-lès-Maguelone en tracteur.
- 21 juin : sommet de Séville, discussions sur les conditions d'asile et d'immigration dans l'UE et sur la création d'une police des frontières commune. Échec des négociations.
- 27 juin : audit des finances publiques, le déficit atteindra 2,6 % du PIB au lieu des 1,8 % prévus à la fin de l'année.

### Juillet
- 14 juillet : à 9 h 58, lors du défilé de la fête nationale, un militant d'extrême droite lié à Unité radicale, Maxime Brunerie, tente d'abattre le président de la République Jacques Chirac.
- 18 juillet : l’Assemblée nationale vote une baisse de 5 % de l’impôt sur le revenu.
- 25 juillet : la lenteur de la procédure pénale française est une nouvelle fois condamnée par la Cour européenne des droits de l'homme dans l'affaire Papon. La France consacre moins de 0,2 % de son PIB à la justice.
- 31 juillet : vote de la loi LOPSI, accroissement de la surveillance d'internet, sauvegarde des données personnelles, coopération et coordination renforcée sur la sécurité intérieure entre l’État, la police, la justice et les pouvoirs locaux sur la sécurité, réponse pénale aggravée. 13 500 postes de policiers créés. 5,6 milliards d'euros seront consacrés sur 5 ans à la Sécurité intérieure. Cette loi se veut être une réponse sécuritaire à la forte augmentation des crimes et délits constatés depuis 5 ans.

### Août
- 1er août : loi portant création d'un dispositif de soutien à l'emploi des jeunes en entreprise.
- 3 août : vote par l'Assemblée nationale de la Loi Perben I : création d’établissements pénitentiaires pour mineurs et renforcements des sanctions contre les mineurs. Création des juridictions de proximité.
- 6 août : dissolution d'Unité radicale, le groupuscule auquel appartenait Maxime Brunerie.
- 29 août : malgré la polémique sur une possible censure du net et des atteintes aux libertés publiques, la loi LOPSI est définitivement validée par le Conseil constitutionnel et promulguée.

### Septembre
- 8 et 9 septembre : inondations dans le sud de la France (23 morts dont 22 dans le Gard, 1,2 milliard d'euros de dégât pour six départements)
  - L'épisode de pluies qui a frappé le Gard, est un épisode record, avec plus de 684 mm de pluie en moins de 24h, observés à Anduze. La quantité d'eau qui s'est abattue sur le département est prodigieuse : 2 078 millions de m3, par comparaison, la capacité annuelle du barrage de Serre-Ponçon (plus important barrage d'Europe) est de 1 300 millions de m3.
  - Depuis le 3 octobre 1988, et le déluge qui frappa la capitale départementale, Nîmes, le Gard n'avait plus subi d'épisode de pluies important.
- 9 septembre : promulgation de la Loi Perben I réformant l'ordonnance de 1945 sur la justice des mineurs.
- 10 septembre : à la suite des fortes pluies qui ont frappé le sud de la France le 8 et 9 septembre, le Rhône connait sa plus importante crue, depuis mai 1856.
- 18 septembre : Maurice Papon est libéré pour des raisons médicales par la cour d'appel de Paris.
- 21 septembre : congrès fondateur de l’UMP (Union pour un Mouvement Populaire). Alain Juppé président.
- Création d'Odysséa.

### Octobre
- 4 octobre : meurtre de Sohane Benziane, une jeune fille de 17 ans brûlée vive à Vitry-sur-Seine, ce qui déclenche une vive émotion.
- 15 octobre : assouplissement des dispositions de la loi Aubry sur les 35 heures.
- 24 octobre : création du Haut conseil à l'intégration, instance consultative chargée de suivre l'intégration des personnes d'origine étrangère.

### Novembre
- 17 novembre : congrès fondateur de l'UMP au Bourget (Seine-Saint-Denis) ; Alain Juppé est élu président, le parti est rebaptisé Union pour un mouvement populaire (UMP).
- 19 novembre : le pourvoi en cassation de José Bové est rejeté, demande de grâce présidentielle.
- 28 novembre : 200 millionième visiteur de la Tour Eiffel.
- 29 novembre : drame de Loriol-sur-Drôme ; sur l'A7, un automobiliste percute mortellement des sapeurs-pompiers qui intervenaient sur un accident.

### Décembre
- 5 décembre : inauguration à Paris du « Mémorial national de la guerre d'Algérie et des combats du Maroc et de la Tunisie »
- 10 décembre : loi Lellouche contre le racisme et la négation des crimes contre l'humanité.
- 10 décembre : rapport de la commission Avril sur le Statut pénal du chef de l’État :
  - Inscription dans la Constitution du caractère « inviolable » du statut pénal du chef de l’État.
  - Mise en place d'une procédure de destitution du président de la République par le parlement en cas de « manquement à ses devoirs ».
- 16 décembre : le juge d’instruction de Nanterre notifie la fin de l’enquête sur le financement occulte du RPR.
- 30 décembre : le ministre de l’Intérieur Nicolas Sarkozy fait fermer le centre de Sangatte.

## Économie & Société
- Chômage à 7,9 %.
- Forte baisse de la croissance (0,9 % du PIB).
- La stagnation de l'économie aggrave le déficit public (- 3,1 % du PIB)[1].

## Culture

### Mode
- Janvier : Yves Saint Laurent annonce prendre sa retraite et cesser ses activités de haute couture. Dernier défilé également de Courrèges.

### Cinéma

#### Films français sortis en 2002
- 30 janvier : Astérix et Obélix : Mission Cléopâtre, réalisé par Alain Chabat qui joue également le personnage de Jules César et mettant en vedette Christian Clavier (Astérix), Gérard Depardieu (Obélix), Jamel Debbouze (Numérobis), Claude Rich (Panoramix) et Monica Bellucci (Cléopâtre).
- 6 mars: Monsieur Batignole

#### Autres films sortis en France en 2002
- 9 janvier : Tableau de famille (Le fate ignoranti), film italien de Ferzan Özpetek
- 20 novembre : Le Sourire de ma mère (L'ora di religione: il sorriso di mia madre), film italien de Marco Bellocchio.
- 4 décembre : Angela, film italien de Roberta Torre.

#### Prix et récompenses
- César du meilleur film : Le Fabuleux Destin d'Amélie Poulain, de Jean-Pierre Jeunet
- Prix Jean-Vigo : Royal Bonbon, de Charles Najman

## Naissance en 2002
- Swann Nambotin, acteur.
- 2 février : Inoxtag, vidéaste.

## Décès en 2002
- 11 janvier : Henri Verneuil, 81 ans, cinéaste. (° 15 octobre 1920).
- 12 mars : Louis-Marie Billé, 63 ans, cardinal, archevêque de Lyon et Primat des Gaules (° 18 février 1938).
- 8 août : Jacques Richard, acteur et doubleur vocal français (° 10 mai 1931).